# Eugène Ferret
Eugène Ferret (Parigi, 26 aprile 1851 – Parigi, 14 novembre 1936) è stato un architetto francese.
Vissuto a cavallo degli anni tra il diciannovesimo ed il ventesimo secolo, progettò l'edificio del casinò di Sanremo, ancora oggi sede della casa da gioco matuziana.

Il Casinò di Sanremo in una immagine d'epoca

L'architetto Ferret si aggiudicò l'opera di costruzione del casinò Kursaal tra altri sei progetti presentati. Il successo del progetto fu dovuto alla scelta per l'edificio dello stile liberty in quel tempo tanto in voga nella vicina Francia. L'inaugurazione dell'imponente edificio, agennaia il 12 gennaio 1905, lo vedeva adibito a teatro dove venivano organizzate feste, concerti e dove veniva praticato il gioco d'azzardo anche se senza autorizzazione ufficiale. Tale attività venne legalizzata con regio decreto-legge del 22 dicembre 1927 n. 2448.
Ferret fu anche il primo gestore del Casino-Kursaal in virtù di un contratto siglato con la prefettura di Imperia che aveva origine da precedenti accordi con il Comune di Sanremo pattuiti il 5 novembre del 1903. Il collaudo del Casino - Kursaal venne affidato dal comune all'architetto Pio Soli, relativamente ai progetti e ai preventivi di spesa presentati a suo tempo. Soli rivelò alcune manchevolezze e deficienze in ordine al progetto iniziale e consigliò all'amministrazione comunale di decurtare una cifra dal prezzo iniziale pattuito. Tale "perizia di collaudo" suscitò vibranti e controverse reazioni del Ferret accusando il Soli di invidia in quanto lo stesso nell'anno 1880, aveva a sua volta presentato un progetto per la costruzione di un Casino-Kursaal sempre nel Comune di Sanremo.

## Opere
- Teatro dell'Opera di Saigon (1900) - supervisione dei lavori
- Casinò di Sanremo (1905)